# 田本相
田本相（1932年—2019年3月5日），天津人，中国话剧研究专家。1961年于南开大学中文系本科毕业，1964年于南开大学中文系研究生毕业。1965年到北京广播学院任教。1985年到中央戏剧学院戏剧文学系任教授。1987年到2000年任中国艺术研究院话剧研究所所长，教授。